# 스페니쉬 아파트먼트
《스페니쉬 아파트먼트》(L'Auberge Espagnole, The Spanish Apartment)는 스페인에서 제작된 세드릭 클라피쉬 감독의 2002년 코미디, 멜로/로맨스 영화이다. 로망 뒤리스 등이 주연으로 출연하였고 브루노 레비 등이 제작에 참여하였다.

## 출연

### 주연
- 로망 뒤리스
- 주디스 고드레쉬

### 조연
- 오드리 토투
- 세실 드 프랑스
- 켈리 라일리
- 크리스티나 브론도
- 페데리코 단나

## 기타
- 미술: 프랑수아 엠마누엘리
- 의상: 안느 쇼떼
- 배역: 루시 보울팅
- 배역: 엠마누엘 가보리트